# 홍천중학교 (경기)
홍천중학교(洪川中學校)는 대한민국 경기도 용인시 수지구 신봉동에 있는 공립 중학교이다.

## 학교 연혁
- 2001년 1월 14일 : 홍천중학교 설립인가
- 2004년 3월 1일 : 7학급 배정(1학년 5학급, 2학년 1학급, 3학년 1학급)
- 2004년 3월 1일 : 초대 허일 교장 취임
- 2004년 3월 3일 : 1학년 신입생 165명 입학
- 2005년 2월 15일 : 제1회 졸업(24명)
- 2006년 3월 1일 : 20학급(특수1) 배정(1학년 8학급, 2학년 7학급, 3학년 5학급)
- 2010년 3월 1일 : 28학급(특수1) 배정(1학년 10학급, 2학년 9학급, 3학년 9학급)
- 2022년 3월 1일 : 제6대 이향원 교장 취임
- 2024년 1월 5일 : 제20회 졸업식(282명) 졸업생 누계(5,235명)
- 2024년 3월 4일 : 1학년 입학식(322명)

## 참고 자료
- 홍천중학교 - 한국교육학술정보원 학교알리미